# Neumann-szonda
Az önreprodukáló űrjárművek koncepciója – elméletben – számos feladat elvégzésére alkalmas. Az ötletnek a kifejezetten a világűr felfedezésére használható változatát Neumann-szondaként ismerjük. Más változatok is ismertek, köztük a Berserkerek és az automatizált terraformáló csillaghajók.

## Önreprodukáló űrjárművek
Elméletben, egy önreprodukáló űrjárművet el lehetne küldeni egy szomszédos csillagrendszerbe, ahol nyersanyagokat kutatna fel (aszteroidákból, holdakból, gázóriásokból kibányászva) és másolatokat készítene saját magáról. Ezek a másolatok ezután új csillagrendszereket vennének célba és megismételnék az eljárást, ami exponenciális mértékű terjeszkedéshez vezet. Az eredeti „szülő” szonda ezután folytathatná az adott csillagrendszerre vonatkozó elsődleges feladatát. Ezen küldetéseknek céljai nagyban eltérhetnek a felvetett önreprodukáló űrjármű változattól függően.
Tekintve az exponenciális mértékű terjeszkedést és a baktériumok szaporodásához való hasonlóságot, rámutattak, hogy a Neumann-szondák az élet egy formájának is tekinthetők. David Brin, Lungfish című novellájában kifejti ezt a gondolatot, bemutatva, hogy a különböző intelligens civilizációk által elindított önreprodukáló gépek talán versenyre kelnek egymással (egyfajta darwinisztikus módon) a nyersanyagokért, vagy akár egymásnak ellentmondó küldetésekkel rendelkeznek. Ha elég sokféle ilyen „faj” létezik, akár egyfajta ökoszisztémát alkothatnak, vagy – ha a mesterséges intelligencia valamilyen formájával is rendelkeznek – egy társadalomba is szerveződhetnek. Talán még mutálódhatnak is, a megszámlálhatatlanul sok „generációjuk” közben.
Egy ilyen űrjármű első számszerűsített mérnöki analízisét 1980-ban Robert Freitas publikálta, amelyben az eredetileg nem önmásoló Daedalus projekt tervét módosította, hogy az tartalmazzon minden önreprodukcióhoz szükséges alrendszert. A terv stratégiája az volt, hogy arra használja a szondát, hogy egy körülbelül 443 tonnás „kezdeti” gyárat juttasson el egy távoli helyszínre, a gyár számos másolatot készítsen magáról, hogy növelje a teljes gyártási kapacitást, és ezután a létrejövő automatizált ipari létesítmények segítségével további szondákat építsen, amelyek mind rendelkeznek egy kezdeti gyártóegységgel.
Elméletben felmerült, hogy egy olyan önreprodukáló űrjármű, amely a csillagközi utazás viszonylag egyszerű elméleti módjait használja, és a maximális utazósebessége a fénysebesség 10%-a, akár félmillió év alatt szétterjedhetne egy Tejútrendszer méretű galaxisban.
Egy ilyen – pl. a fénysebesség 20%-ával mozgó – szondaraj elsődleges célja lehet olyan kommunikációs bázis (antennarendszer) létrehozása, amely a begyűjtött információkat fénysebességgel sugározza vissza a Földre.

## Az önreprodukáló űrjárművek lehetséges alkalmazásai
Az önreprodukáló űreszközök lehetséges küldetései az egyes elméleti változatoktól függően nagyban különbözhetnek. Ezekben a változatokban az egyetlen közös pont az önreprodukció képessége marad.

### Neumann-szondák
Egy Neumann-szonda egy önreprodukáló űrjármű, amit arra terveztek, hogy megvizsgálja a számára célul kijelölt naprendszert és visszaküldje a megszerzett információt a kiindulási naprendszerébe. Ezt a koncepciót a magyar születésű amerikai matematikusról és fizikusról, Neumann Jánosról nevezték el, aki behatóan tanulmányozta az önreprodukáló gépek elméletét, amiket "Univerzális szerelőgépeknek" hívott, és amikre gyakran „Neumann-gépekként” hivatkoznak. Habár Neumann sosem alkalmazta a munkáját az űreszközök elméletére, mások azóta ezt megtették.
Ha egy önreprodukáló szonda primitív életre (vagy primitív, alacsony fejlettségű kultúrára) utaló bizonyítékot talál, akkor talán arra van programozva, hogy csendben megfigyeljen, vagy megpróbáljon kapcsolatot teremteni (ezt a változatot a Bracewell-szondaként is ismerik), vagy akár valamilyen módon avatkozzon be, vagy befolyásolja az életforma evolúcióját.
Az Adelaide Egyetem fizikusa, Paul Davies még annak a lehetőségét is felvetette, hogy akár egy hasonló szonda pihenhet a Holdon, ami valamikor a Föld őstörténete során érkezhetett és itt maradhatott, hogy megfigyelje a Földet.
A csillagközi Neumann-szonda egy érdekes változata a Freeman Dyson által felvetett „Asztronyúl”. Miközben rendelkezik az önreprodukció, a felfedezés és az „otthonával” való kommunikáció szokásos képességeivel, az Asztronyúl egyetlen célja az adott naprendszerben való felfedezés és „túlélés” (Dyson felvetése a mi Naprendszerünkre vonatkozott), és nem a csillagközi űr felfedezése. Érdekes belegondolni abba, hogy milyen haszna is lehet egy ilyen automatizált „lénynek” a csillagközi rokonával együttműködve, ami ilyen „helyi” asztronyulakat használna a cél-naprendszer felderítésére.

### Autonóm szintetikus élet
Egy Neumann-szondához hasonlóan, az egyetlen intelligens lények, amik képesek a nagytávolságú űrutazásra, a szintetikus, önreprodukáló életformák lehetnek. Ezek az életformák nem egyedülálló szondák hanem a lények sokaságából álló rajok, amik az űrben összecsoportosulva érik el a számukra kitűzött célokat.

### Berserkerek
Az önreprodukáló űrszondák egy ijesztőbb változata a Berserker. Az eddigi békés szonda koncepciókkal szemben a Berserkert arra programozták, hogy kutasson fel és semmisítsen meg minden életformát és élet hordozására alkalmas exobolygót, bárhol is találhatóak azok.
A nevük Fred Saberhagen regénysorozatából ered, amelyben az író bemutat egy az emberiség és az ilyen szerkezetek között zajló háborút. Saberhagen arra mutat rá (az egyik szereplőjén keresztül), hogy maguk a regényeiben szereplő Berserker csatahajók nem Neumann-gépek, de a nagyobb, összetettebb Berserker gépezetek – amikhez automatizált gyártóegységek is tartoznak – valóban a Neumann-gépektől származtathatók. Ez ismét csak felveti a Neumann-gépek ökoszisztémájának lehetőségét, vagy akár egy Neumann-gépekből álló kollektív tudatét.
Felmerült, hogy a xenofób civilizációk létrehozhatnak és elindíthatnak ilyen Berserkereket, vagy azok akár egy békés szondaváltozatból is „mutálódhatnak”.

### Reprodukáló terraformáló csillaghajók
Az önreprodukáló űrjárművek ötletére épülő egy másik változat a terraformáló csillaghajó. Egy ilyen hajó elraktározhatja az anyabolygóján jelenlévő életformák genetikai mintáit, talán azét a fajét is, amelyik megalkotta azt. Miután talál egy lakható exobolygót, vagy akár egy olyat, ami előtte terraformálásra szorul, megpróbálhatja újra létrehozni ezeket az életformákat – vagy a tárolt embriókkal vagy a tárolt információból és a helyi nyersanyagokból, molekuláris nanotechnológia segítségével variált génállományú zigóták „építésével”.
Az ilyen hajók talán terraformáló eszközök lehetnek, amik felkészítik a világokat a későbbi kolonizációra, vagy – ha arra vannak programozva, hogy az őket megalkotó faj új tagjait  hozzák létre, neveljék fel és tanítsák őket – maguk is önreprodukáló kolonizálók. Arthur C. Clarke a Randevú a Rámával regényében foglalkozott ezzel a gondolattal.
Itt megjegyezhetjük, hogy a terraformálás és kolonizáció e fajta módszere nem kell, hogy automatizált legyen. Kifejlett lényekből álló kolóniákat szállító csillagközi hajók is követhetnek egy hasonló mintát – és talán a Neumann-szonda és „életet teremtő” hajók egyfajta kombinációjaként tekinthetők, amelyeken a reprodukciót élőlények végzik. Az űrkolóniák mellett érvelők úgy vélik, hogy egy ilyen megközelítést alkalmazó civilizációnak egyáltalán nincs szüksége kolonizálható bolygókra.